# Juźwikiewicz
Juźwikiewicz – polski herb szlachecki, odmiana herbu Leliwa, z nobilitacji.

## Opis herbu
Opis z wykorzystaniem zasad blazonowania, zaproponowanych przez Alfreda Znamierowskiego:
W polu czerwonym nad półksiężycem srebrnym takaż gwiazda pięciopromienna. Klejnot: ręka zbrojna z mieczem.

## Najwcześniejsze wzmianki
Według Ostrowskiego herb nadany 25 lutego 1777 wraz z nobilitacją tytułu szlachty przez króla polskiego Stanisława Augusta braciom Juźwikiewiczom: Dyzmie, towarzyszowi znaku pancernego i Maciejowi, porucznikowi w regimencie generała majora Kozłowskiego.

## Herbowni
Jóźwikiewicz (Juźwikiewicz).
Według zapisów dotyczących nobilitowanych, prawidłową formą nazwiska powinno być Jóźwikiewicz.